# .22 BB Cap

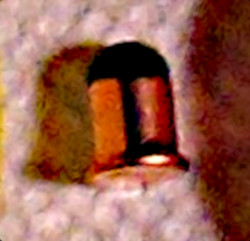
Um cartucho .22 BB Cap.

O .22 BB Cap (Bulleted Breech Cap) é um cartucho metálico, também conhecido como 6mm Flobert, é uma variante do calibre .22 do tipo fogo circular, no qual não havia pólvora; apenas a ignição da espoleta propelia o projétil. Ele foi inventado por Louis-Nicolas Flobert em 1845, sendo o primeiro cartucho de fogo circular metálico integrado. Tanto o .22 BB Cap quanto o .22 CB Cap, são intercambiáveis, relativamente "silenciosos" e de baixa velocidade. Foram projetados para uso interno, em tiro ao alvo e/ou "controle de pestes".

## Desempenho balístico
| Projétil Peso / Tipo | Velocidade         | Energia          |
| -------------------- | ------------------ | ---------------- |
| 20 gr (1 g) / rn     | 780 ft/s (240 m/s) | 26 ft-lbf (35 J) |
| 18 gr (1 g) / rn     | 780 ft/s (240 m/s) | 24 ft-lbf (33 J) |
| 16 gr (1 g) / rn     | 750 ft/s (230 m/s) | 20 ft-lbf (27 J) |